# Parcul Jovtnevîi
Parcul Jovtnevîi (în ucraineană Парк Жовтневий; în română Parcul „Octombrie”) este un parc de importanță locală din orașul Cernăuți (Ucraina), situat în perimetrul străzilor Pilip Orlik, Vorobkevici și Pivdenna-Kilțevaia. Este cel mai întins parc din oraș.
Suprafața ariei protejate constituie 70 hectare, fiind creată în anul 1968 prin decizia comitetului executiv regional. În parc există trasee, două lacuri artificiale și terenuri de sport. Parcul are, de asemenea, un complex de atracții. Mii de oameni vizitează parcul anual.
În ianuarie 2017, parcul a fost redenumit în „Parcul Reformei”, dar în martie a aceluiași an parcul a fost readus la numele său original.

## Galerie de imagini

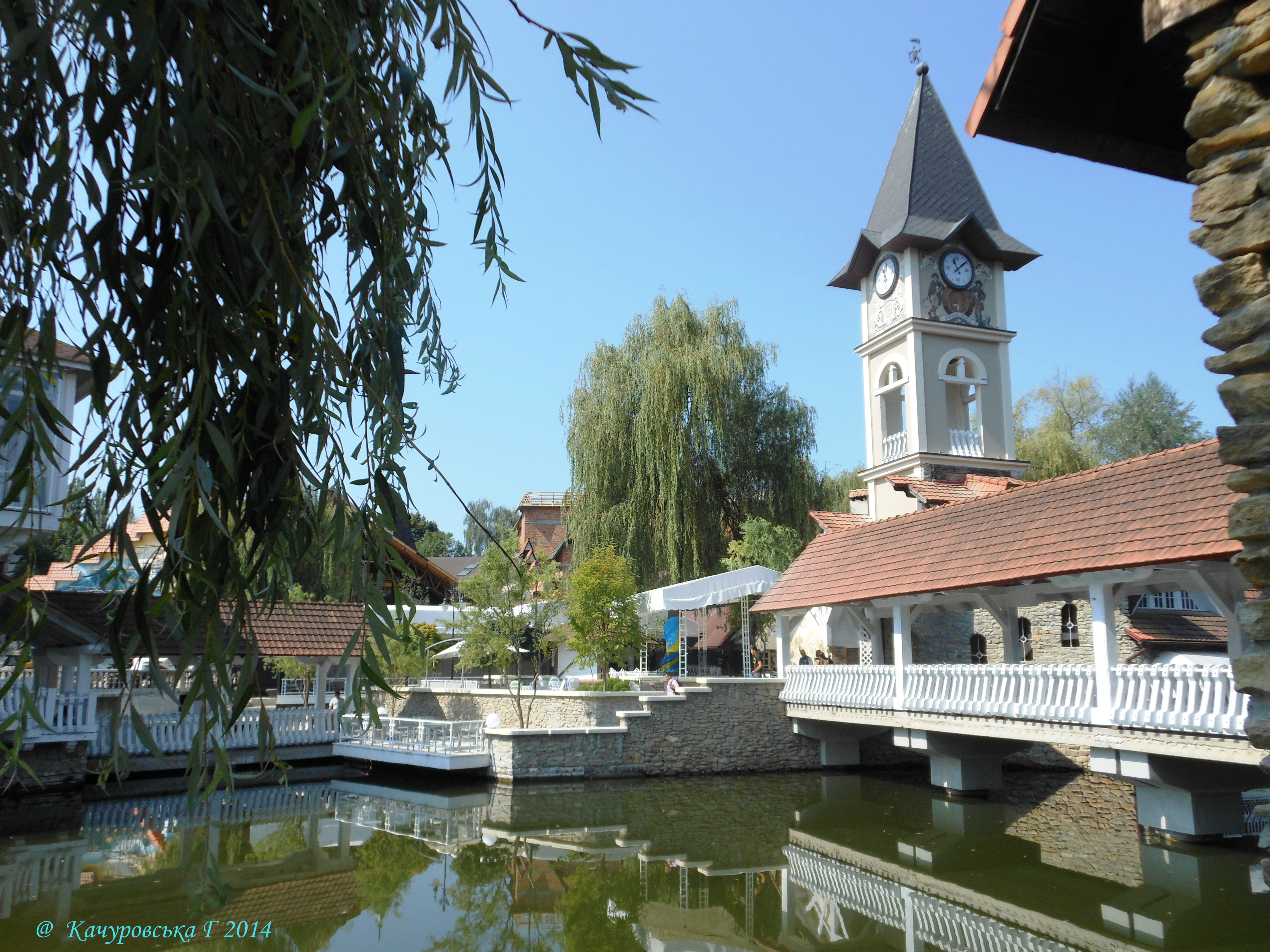
Complexul lacustic.
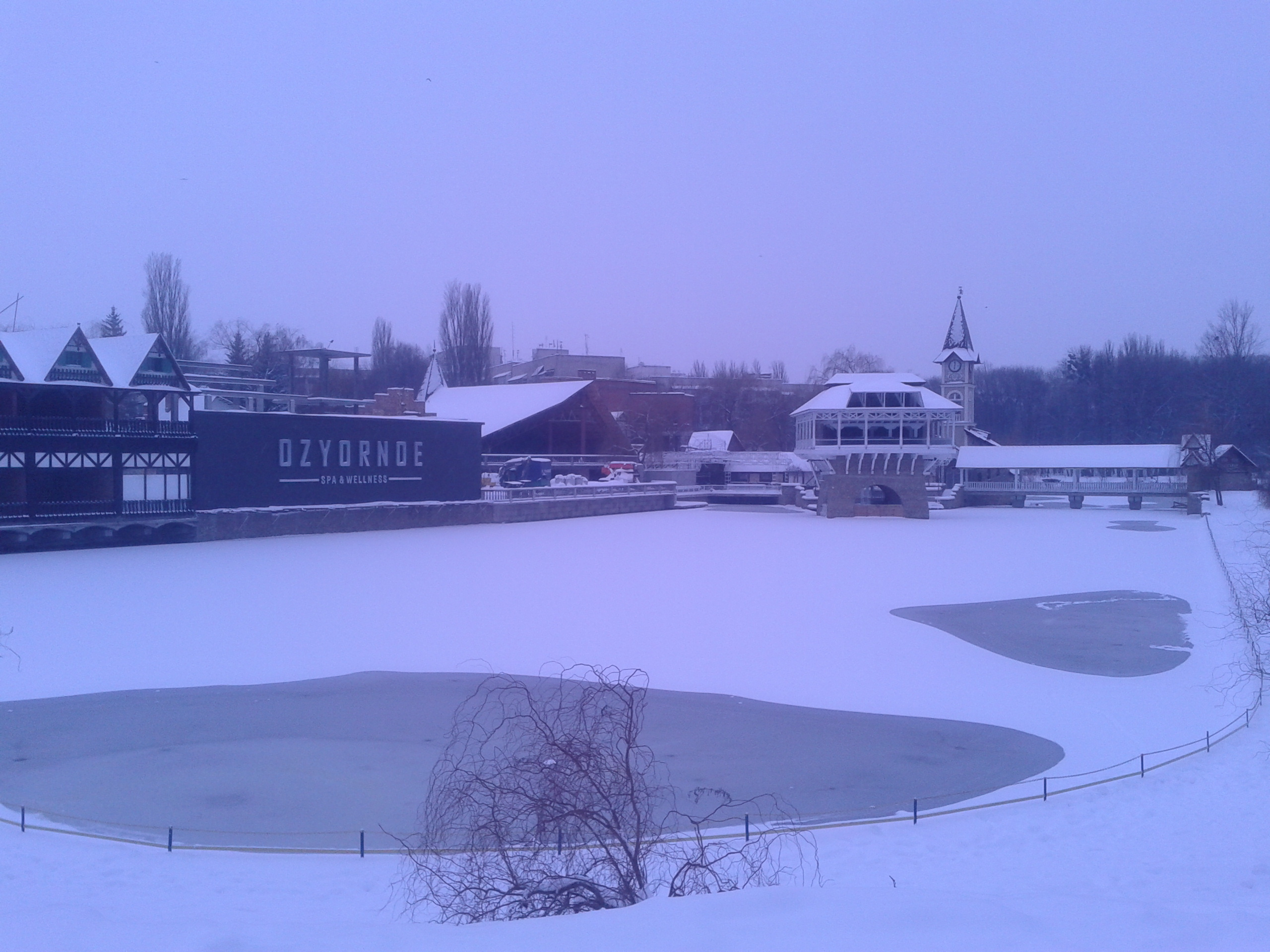
Parcul în timpul iernii.
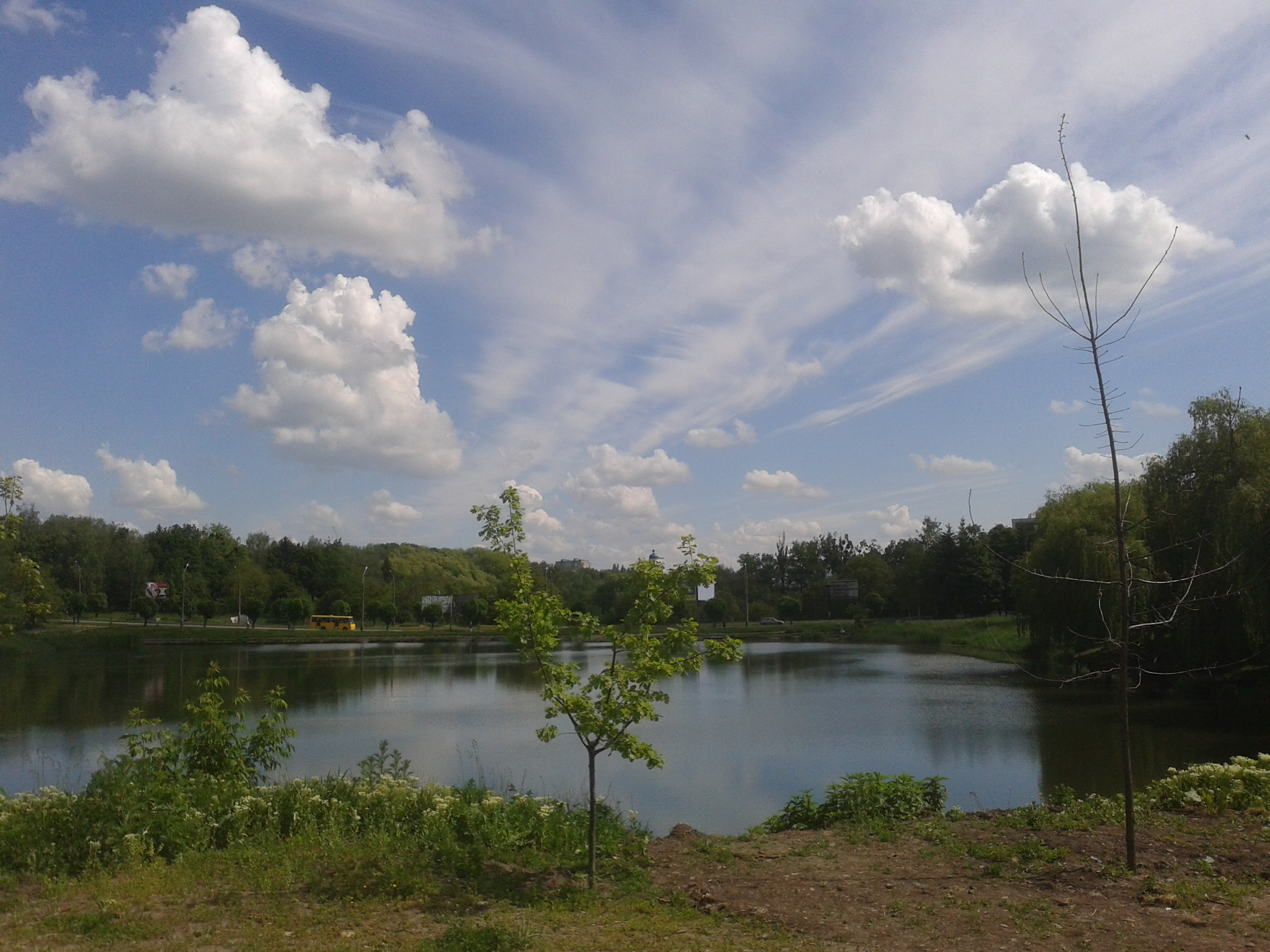
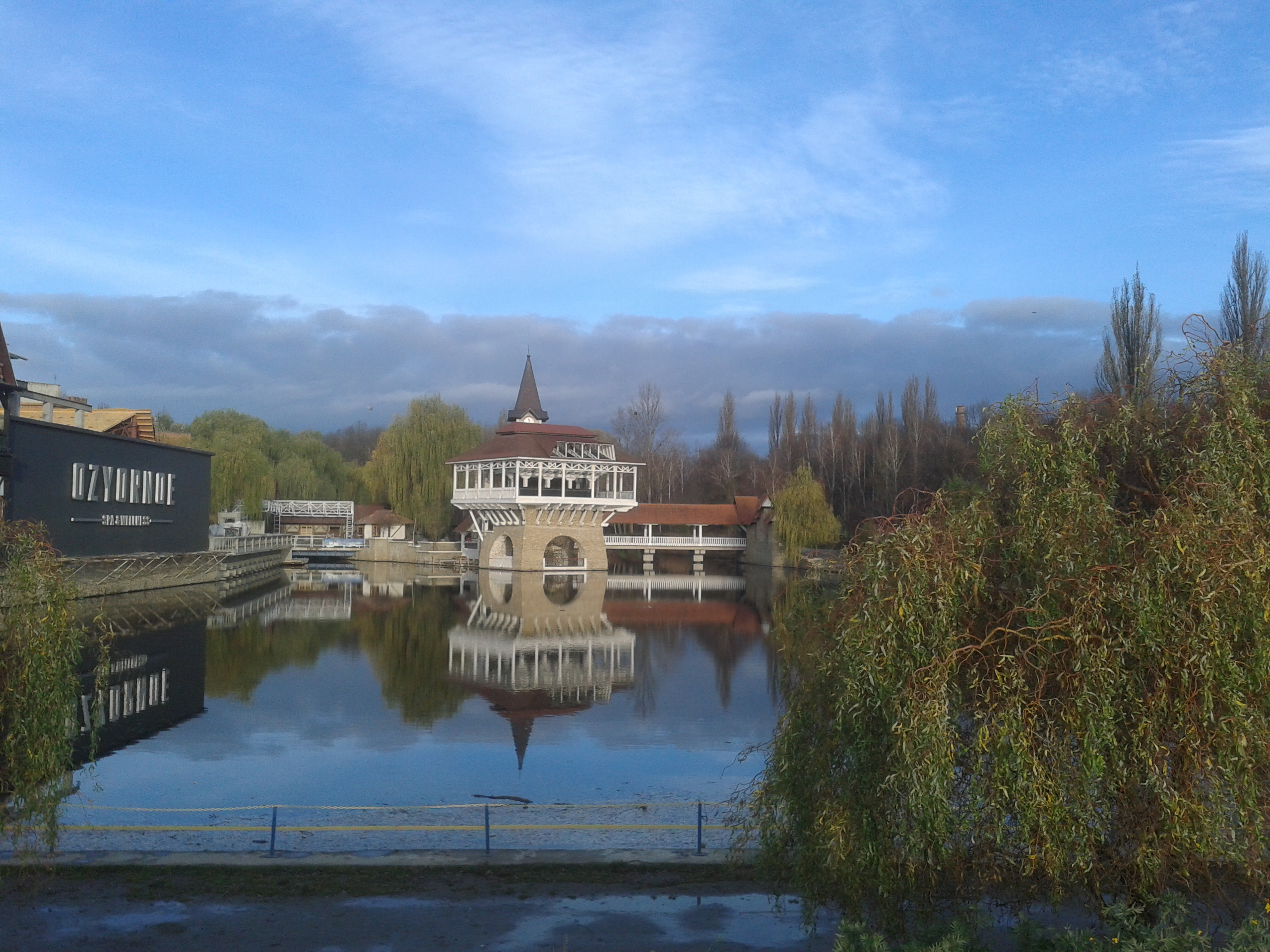
Panoramă.